# USS Arkansas (BB-33)
L'USS Arkansas (codice e numero d'identificazione BB-33) è stata una nave da battaglia monocalibro della United States Navy, appartenente alla classe Wyoming e così nominata dall'omonimo stato degli Stati Uniti. Fu impostata dalla New York Shipbuilding Corporation al cantiere di Camden, New Jersey il 25 gennaio 1910 ed entrò in servizio attivo il 12 settembre 1912. La nave era armata con una batteria principale di dodici cannoni da 305 mm, ripartita in sei torri binate.
Dopo una rivista navale e il primo viaggio inaugurale nel Mar Mediterraneo, partecipò all'intervento statunitense a Veracruz, in Messico, nell'aprile 1914. Sino all'aprile 1917 partecipò a regolari esercitazioni e prove di tiro nelle acque del Mare Caraibico e della costa orientale degli Stati Uniti. Parte della 7ª Divisione navi da battaglia al momento dell'entrata degli Stati Uniti nella prima guerra mondiale, servì come nave d'addestramento per equipaggi e giunse nel Regno Unito solo a fine luglio 1918, venendo assegnata ai comandi della Royal Navy sino al termine del conflitto. Tornata a New York, nel 1919 salpò nuovamente per l'Europa e riportò in patria la delegazione statunitense che aveva partecipato alla conferenza di Parigi. Dal 1921 fu selezionata per condurre i giovani diplomati della United States Naval Academy nella loro prima crociera: ebbe così modo di visitare ripetutamente il Regno Unito, la Francia, la Danimarca, la Norvegia e la Germania; al contempo continuò le esercitazioni. Pesantemente modificata tra 1925 e 1926, passò un anno circa in viaggi di messa a punto e riprese le crociere per aspiranti guardiamarina nel 1929.
Gli anni trenta trascorsero tra crociere estive per cadetti, manovre della marina sia al largo della costa orientale che di quella occidentale, crociere autunnali per riservisti, simulazioni di sbarchi. Allo scoppio della seconda guerra mondiale nel settembre 1939, la corazzata fu dirottata nelle acque dei Caraibi dove le esercitazioni si fecero più frequenti, continuando tuttavia le crociere deviate però sulle coste dell'America meridionale. In seguito all'attacco di Pearl Harbor e l'entrata in guerra degli Stati Uniti, fu assegnata alla scorta dei convogli diretti in Gran Bretagna: dopo intense esercitazioni e una seconda modernizzazione avvenuta tra aprile e luglio 1942, iniziò a operare in questa mansione. Presente agli sbarchi in Marocco e Algeria dell'8 novembre, per buona parte del 1943 fu destinata ad addestrare le nuove reclute, quindi tra la fine del 1943 e l'inizio del 1944 scortò altri convogli. Nella primavera del 1944 si fermò in Irlanda e il 6 giugno fu tra le migliaia di navi coinvolte nello sbarco in Normandia; a metà agosto, passata nel Mediterraneo, supportò anche l'invasione della Provenza. A settembre ritornò negli Stati Uniti e, revisionata, fu trasferita sul fronte dell'Oceano Pacifico; partecipò ai bombardamenti pre-sbarco su Iwo Jima e Okinawa, senza subire danni. La fine della guerra trovò l'Arkansas nel Golfo di Leyte, che lasciò per dare il proprio contributo all'operazione Magic Carpet, il rimpatrio di centinaia di migliaia di smobilitati. All'inizio del 1946 fu scelta, in ragione della sua obsolescenza, come nave bersaglio per il test atomico di Bikini: il 25 luglio la detonazione subacquea di una bomba atomica ne squarciò lo scafo ed essa affondò in pochi minuti.

## Servizio operativo

### Varo
La nave da battaglia Arkansas, terza unità della marina statunitense a portare questo nome seguito dalla designazione Battleship No. 33, fu impostata il 25 gennaio 1910 a Camden (New Jersey), nei cantieri della New York Shipbuilding Corporation e varata il 14 gennaio 1911 nel corso di una cerimonia officiata dalla signora Nancy Louise Macon; entrò infine in servizio presso il cantiere navale di Filadelfia il 17 settembre 1912, quando assunse il comando il capitano di vascello Roy C. Smith. La nave ricevette l'indicativo di chiamata in alfabeto fonetico "November-Alpha-Charlie-Tango", valido per le comunicazioni radio.

### 1912-1917
Non appena preso servizio, la nuova corazzata partecipò alla rivista navale che il presidente William Howard Taft compì il 14 ottobre nel fiume Hudson, poco al largo di New York, durante la quale egli salì a bordo. Nelle settimane seguenti trasportò il presidente nell'area dell'ancora incompleto canale di Panama, dove fece sbarcare una delegazione venuta a ispezionare il sito e constatare lo stato dei lavori. L'Arkansas ripartì subito dopo per le acque dell'isola di Cuba, dove poté completare la crociera di collaudo e addestramento; tornò dunque alle coste panamensi il 26 dicembre 1912 e riprese a bordo la delegazione con il presidente, quindi fece rotta su Key West, Florida, dove lasciò i passeggeri. La nave proseguì verso nord-est e si unì alla Flotta dell'Atlantico, cui era stata assegnata di recente: con essa partecipò a diverse grandi manovre al largo della costa orientale degli Stati Uniti. Verso la fine d'ottobre 1913 la corazzata salpò per la sua prima crociera d'oltremare, visitando diversi porti nel mar Mediterraneo: l'11 novembre, inoltre, mentre si trovava all'ancora a Napoli, presenziò ai festeggiamenti per il compleanno del Re d'Italia Vittorio Emanuele III di Savoia.
Poco prima, a inizio ottobre, in Messico si era verificato un colpo di Stato che aveva portato al potere il dittatore Victoriano Huerta. La cosa allarmò il nuovo presidente Thomas Woodrow Wilson, sia per gli ampi interessi detenuti dagli Stati Uniti in Messico, sia perché preferiva dialogare con un'amministrazione ispirata alla democrazia rappresentativa. I tumulti nel paese avevano anzi già convinto il governo a mantenere nelle acque messicane una forza navale permanente, a protezione delle vite dei cittadini statunitensi. Dopo un incidente a Tampico a inizio aprile 1914, Wilson ordinò che la marina sbarcasse a Veracruz e impedisse l'arrivo di un sostanzioso carico di armi a Huerta. Alla flotta già presente del contrammiraglio Henry Mayo, si aggiunse quella del contrammiraglio Charles Badges, alla quale fu aggregata anche l'Arkansas: il 22 aprile essa sbarcò a Veracruz una parte dell'equipaggio, organizzata in quattro battaglioni per complessivi 17 ufficiali e 313 uomini di truppa, al comando del capitano di corvetta Arthur B. Keating. Costoro combatterono nelle strade della cittadina sino a che non riuscirono a metterla in sicurezza, lamentando due morti (i marinai Louis O. Fried e William L. Watson); due altri membri, il sottotenente di vascello Jonas H. Ingram e il tenente di vascello John Grady, furono insigniti della Medal of Honor per il coraggio dimostrato. Il 30 aprile l'Arkansas riprese a bordo gli uomini.
Il 10 maggio ricevette una visita da parte del capitano di cavalleria Franz von Papen, addetto militare tedesco presso il Messico, e il 30 maggio dal contrammiraglio britannico Christopher Cradock. Rimasta nell'area per tutta l'estate, la nave salpò il 30 settembre per la costa orientale e il 7 ottobre si fermò a Hampton Roads, in Virginia. Il 28 luglio era intanto scoppiata la prima guerra mondiale e gli Stati Uniti dichiararono subito la loro neutralità. Da Hampton Roads, l'Arkansas uscì in mare per una settimana di esercitazioni, quindi fece rotta per il cantiere di New York dove fu sottoposta a revisione e alcune modifiche. Poco dopo salpò per i Capi Virginia, al largo dei quali partecipò a una serie di manovre, tornado a New York il 12 dicembre per un secondo turno di riparazioni. Il 16 gennaio 1915 prese nuovamente il mare sempre per i Capi Virginia, dove attese a ulteriori esercitazioni tra il 19 e il 21 gennaio; completate, fece rotta sulla baia di Guantánamo a Cuba per unirsi a un'esercitazione combinata della Flotta dell'Atlantico. Il 7 aprile gettò le ancore a Hampton Roads e andò incontro a un altro periodo di addestramento nella zona dei Capi Virginia, che durò per buona parte del mese: il 23 aprile lasciò i Capi con destinazione New York, dove rimase due mesi per una revisione approfondita. Lasciata il 25 giugno la città per Newport, Rhode Island, condusse una serie di esercitazioni relative al lancio di siluri nella seconda metà di agosto, nella baia di Narragansett; il 27 agosto fece il suo ingresso a Hampton Roads e da qui partecipò a numerose manovre al largo di Norfolk sino al 4 ottobre, quando tornò a Newport, sede dal 5 al 14 ottobre di importanti esercitazioni strategiche della marina. Il 15 giunse a New York e fu posta in secca per lavori alla chiglia e alla carena. Rimessa in acqua l'8 novembre, ritornò a Hampton Roads per continuare le periodiche uscite di addestramento, interrotte il 19 dicembre per l'ennesima revisione a New York. Il 5 gennaio 1916 fece rotta su Hamtpon Roads e qui giunta vi sostò per alcuni giorni; ricevette quindi ordine di portarsi a sud, nel Mare Caraibico, e condusse una visita alle Piccole Antille e alla baia di Guantanamo, per poi riprendere verso nord e attendere a esercitazioni con i lanciasiluri nella baia di Mobile, il 12 marzo. Il 20 navigò verso Cuba e rimase di stanza a Guantanamo sino a metà aprile, poi fece rotta per New York ove fu sottoposta a una generale revisione.

### La Grande Guerra e l'immediato periodo post-bellico

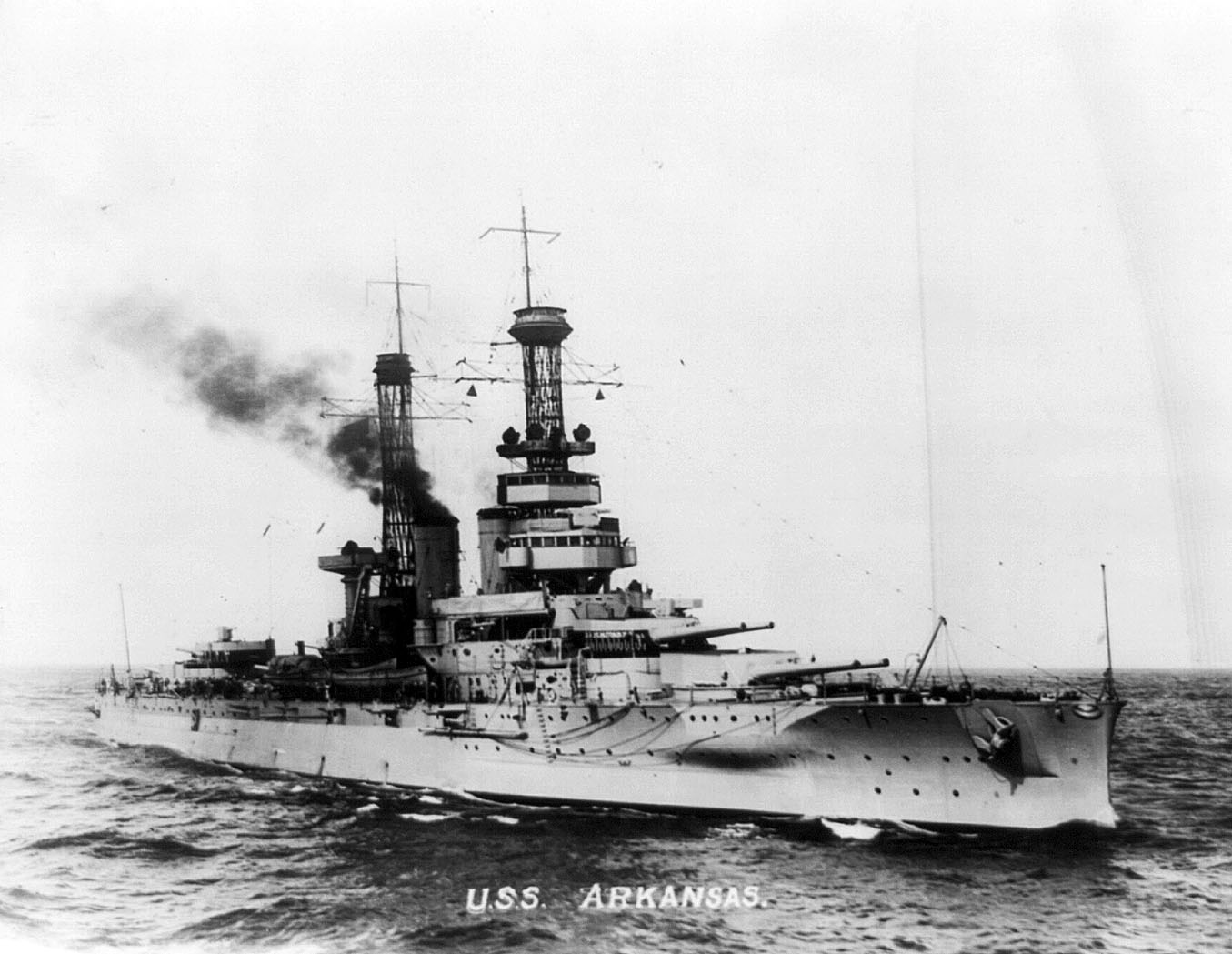
LArkansas sulla rotta di ritorno dall'Europa, al termine della conferenza di pace del 1919

Quando il 6 aprile 1917 il presidente Wilson dichiarò guerra all'Impero tedesco, portando gli Stati Uniti nel conflitto a fianco dell'Intesa, l'Arkansas era aggregata alla 7ª Divisione navi da battaglia e stava pattugliando la foce del fiume York. Da quel momento sino al giugno 1918, la corazzata fu incaricata di regolari ricognizioni lungo la costa orientale e formò numerosi equipaggi destinati a servire sugli incrociatori ausiliari. All'inizio di luglio ebbe l'ordine di raggiungere Rosyth, in Scozia, e rimpiazzare la nave da battaglia USS Delaware: salpata il 14 con alcuni cacciatorpediniere, quando era quasi arrivata a destinazione aprì il fuoco contro un presunto periscopio di U-Boot e fu imitata dai cacciatorpediniere, che lanciarono bome di profondità, apparentemente senza esito. Il gruppo procedette incolume e giunse a Rosyth il 28 luglio. Qui la corazzata e altro naviglio pesante statunitense furono inquadrati nel 6ª Divisione da battaglia, posto alle dipendenze della Grand Fleet britannica per il resto della guerra, che ebbe termine l'11 novembre 1918. L'Arkansas, con la 6ª Divisione e le altre unità della Royal Navy, presenziò il 21 novembre all'internamento della Hochseeflotte tedesca al Firth of Forth.
Il 1º dicembre tutte le navi da battaglia statunitensi furono eliminate dall'organico della marina britannica; l'Arkansas salpò dal Firth per l'Isola di Portland e da qui verso il mare aperto, dove si ricongiunse al trasporto George Washington sul quale si trovava il presidente: con altre corazzate, scortò il piroscafo nel viaggio finale a Brest, in Francia, dove si ormeggiò il 13 dicembre. L'Arkansas e le altre navi da battaglia salparono subito dopo per l'America e il 26 dicembre entrarono nel porto di New York, festosamente accolte dalla popolazione e passate in rivista dal segretario della marina Josephus Daniels, a bordo dello yacht Mayflower.
Dopo una necessaria revisione ai cantieri della marina di Norfolk, l'Arkansas si unì alla flotta a Cuba, partecipò alle esercitazioni invernali e quindi salpò con rotta est con destinazione il Regno Unito, fermandosi il 12 maggio 1919 a Plymouth in Inghilterra; lasciò però il porto il giorno successivo e si portò in pieno Oceano Atlantico per fungere da riferimento ad alcuni idrovolanti a scafo Curtiss NC che, decollati dalla baia Trepassey in Terranova, dovevano raggiungere l'Europa. Completato questo incarico, la corazzata virò su Brest dove accolse a bordo il 10 giugno l'ammiraglio William Benson, capo di stato maggiore della marina, che aveva lasciato da poco la conferenza di pace di Parigi, insieme alla moglie. Il 20 giugno l'Arkansas gettava le ancore a New York. Da qui procedette, a luglio, su Hampton Roads, lasciata a sua volta il 19 per unirsi alla Flotta del Pacifico: passato il canale di Panama, toccò il 6 settembre San Francisco, California, dove imbarcò il segretario della marina Daniels con la moglie; scesi i passeggeri a Blakely Harbor nello stato di Washington il 12, fu passata in rassegna dal presidente Wilson il 13 e infine il 19 settembre entrò nello stretto di Puget. Rimase a lungo nei locali cantieri della marina, ricevendo una revisione completa.

### Anni venti

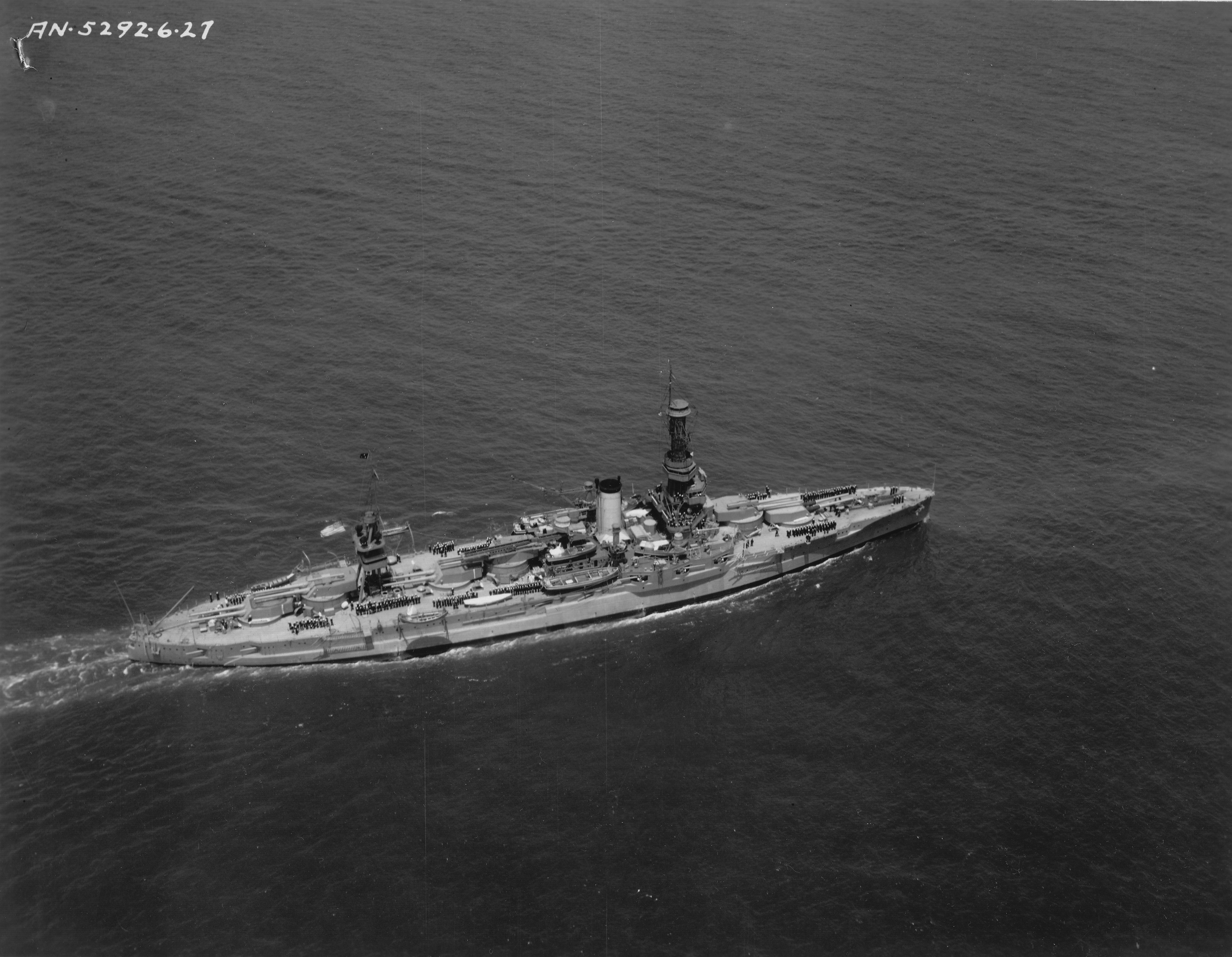
L'aspetto dellArkansas dopo la radicale ricostruzione della seconda metà degli anni venti: si notano l'albero tripode di poppa, la catapulta a mezzanave e il fumaiolo singolo

L'Arkansas tornò pienamente operativa nel maggio 1920 e riprese subito le esercitazioni con la Flotta del Pacifico al largo della California; il 17 luglio cambiò inoltre la designazione "Battleship No. 33" in "BB-33", secondo il nuovo sistema di indicativo alfanumerico adottato dalla marina statunitense. A settembre fece rotta per le Hawaii, dove rimase per il resto del 1920, e all'inizio del 1921 salpò verso sud, conducendo una visita diplomatica a Valparaíso in Cile, durante la quale l'equipaggio si schierò sul ponte in onore del presidente Arturo Alessandri Palma. Al ritorno, fu riassegnata alla Flotta dell'Atlantico e nell'estate fu scelta quale nave ammiraglia delle forze da battaglia di questo comando, iniziando a operare in tale veste da agosto. Poco più tardi, fu destinata a condurre gli aspiranti guardiamarina, appena diplomatisi alla United States Naval Academy, nelle loro prime crociere estive: a fine giugno 1923, per esempio, salpò da New York e visitò Copenaghen; toccò in seguito anche Lisbona e Gibilterra. Nel 1924 ripeté la crociera e quella del 1925, svoltasi lungo la costa occidentale degli Stati Uniti, portò l'Arkansas a Santa Barbara proprio al termine di un terremoto. Il comandante organizzò dunque alcune pattuglie con i membri dell'equipaggio e una stazione radio a terra.
Ripresa e conclusa la normale crociera, fece il suo ingresso ai cantieri di Filadelfia, nei quali andò incontro a una massiccia opera di modernizzazione. Le quattro caldaie White-Forster a carbone furono scambiate con altrettante alimentate a olio combustibile (con una riserva a bordo di 5425 tonnellate); il ponte ebbe uno strato ulteriore di corazzatura spesso 90 mm; gli scarichi dell'apparato motore furono convogliati in un solo fumaiolo; il grande albero a gabbia di poppa fu sbarcato in favore di uno più basso a tripode; fu inoltre aggiunta una catapulta per aerei al di sopra della torre numero 3 (quella a mezzanave più vicino alla prua) con tre velivoli. Il dislocamento standard della nave aumentò a 26100 tonnellate Infine sei dei dodici pezzi da 127 mm (tre per fiancata) furono reinstallati sul ponte, poiché si era notato che le loro casematte, durante la navigazione, non rimanevano asciutte. La ricostruzione ebbe termine nel novembre 1926.
Nel novembre 1926 la nave salpò, condusse una seconda crociera di messa a punto sulla costa orientale e nelle acque di Cuba, tornò a Filadelfia per le prove di velocità e infine riprese servizio, operando tra il Maine e i Caraibi. Il 5 settembre 1927 fu presente alla cerimonia di scoprimento di un memoriale, eretto in onore dei soldati e marinai francesi caduti durante la battaglia di Yorktown del 1781. Dopo aver condotto una quarta crociera d'addestramento cadetti discendendo la costa orientale e toccando i Caraibi, l'Arkansas attese a esercitazioni e manovre nella zona del canale di Panama e delle Antille per i primi mesi del 1929. A maggio fece rotta per New York e fu sottoposta lì a un raddobbo generale; completatolo, imbarcò un gruppo di aspiranti guardiamarina appena diplomatosi e salpò per la solita crociera, stavolta nel Mediterraneo e nelle acque nazionali britanniche. Tornata in agosto, si unì alla Scouting Fleet (la forza da ricognizione per la flotta da battaglia) in una serie di esercitazioni al largo della costa orientale.

### Anni trenta

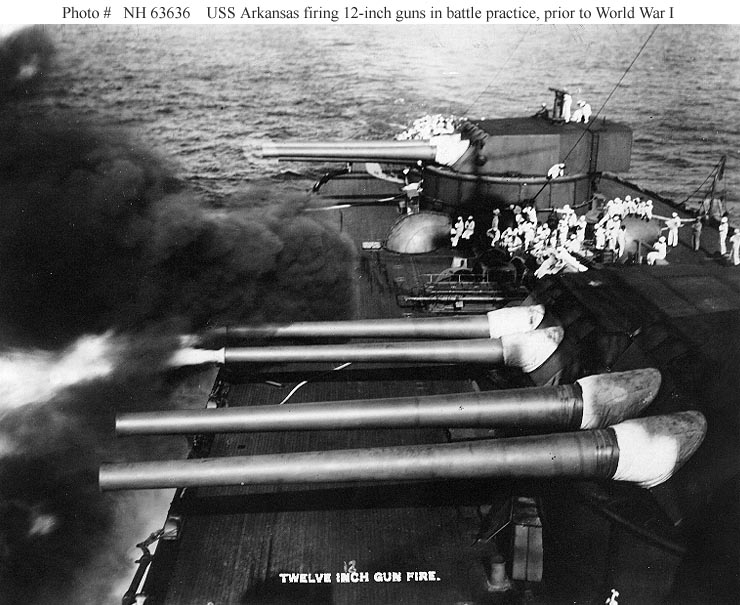
I pezzi da 305 mm di mezzanave e di poppa dellArkansas subito dopo aver sparato una salva, nel corso di una prova di tiro

Nel 1930 e nel 1931 l'Arkansas continuò la sua routine di crociere estive per le giovani reclute della marina: visitò Cherbourg, Kiel, Oslo, di nuovo Copenaghen, Greenock in Scozia, Cadice, un'altra volta Gibilterra; infine nel settembre 1931 sostò a Halifax. Tornata in patria, il 17 ottobre partecipò alla celebrazione del 150º anniversario della vittoria a Yorktown, imbarcando per l'occasione il presidente Herbert Hoover e i suoi collaboratori; il 19 ottobre, conclusa la cerimonia, li riportò ad Annapolis, Maryland, quindi tornò ai cantieri di Filadelfia dove rimase sino al gennaio 1932. Dopo essere stata designata nave ammiraglia della Flotta d'addestramento dipendente dalla Flotta dell'Atlantico, lasciò la città con destinazione la costa occidentale, sostando a New Orleans per far partecipare l'equipaggio al popolare carnevale della città. Sino alla primavera 1934 prestò servizio tra le due coste, ormeggiandosi infine su quella orientale. In estate completò un'altra crociera per cadetti toccando Francia e Italia e, tornata in agosto negli Stati Uniti, fece rotta su Newport, dove l'equipaggio rese onore al presidente Franklin Delano Roosevelt schierandosi sul ponte: qui, inoltre, partecipò all'International Yacht Race. La competizione vide il cutter della corazzata battere quello dell'incrociatore leggero britannico HMS Dragon e aggiudicarsi sia la coppa Battenberg, sia la coppa Città di Newport.
Nel gennaio 1935, l'Arkansas trasportò il 1º Battaglione del 5º Reggimento del Corpo dei Marine a Culebra (Porto Rico), per una simulazione di sbarco; in giugno condusse una crociera con a bordo un gruppo di aspiranti guardiamarina e visitò Edimburgo, Copenaghen, Oslo, Gibilterra, Funchal, per ritornare in patria in agosto, lasciare i passeggeri ad Annapolis e raggiungere New York, dove imbarcò dei riservisti. Eseguì dunque un'ennesima crociera in settembre, sostando a Halifax. Una volta ormeggiatasi a New York, la corazzata fu sottoposta a modifiche varie e a un'approfondita revisione. Nel gennaio 1936, dopo la partecipazione a una seconda simulazione sempre a Culebra, rimase nei cantieri di Norfolk per tutta la primavera e, ripreso servizio, portò a termine una crociera addestramento reclute fermandosi a Porthsmouth, Göteborg, Cherbourg; quindi, dopo aver fatto ritorno ad Annapolis, eseguì un secondo viaggio con riservisti a bordo tra settembre e ottobre, mese nel quale gettò le ancore al cantiere di Norfolk. L'estate 1937 vide l'Arkansas ancora impegnata in una crociera battesimale per gli aspiranti guardiamarina, che toccò il Regno Unito e la Germania; fatta base a Norfolk, negli ultimi mesi dell'anno operò nel triangolo Boston-Filadelfia-isole dei Caraibi. Il 1938 e il 1939 si ripeterono allo stesso modo per la vecchia corazzata, che tra l'altro rimase sempre sulla costa orientale

### La seconda guerra mondiale

#### 1939-1941
Il 1º settembre 1939 la Wehrmacht attaccò in forze la Polonia, dando avvio alla seconda guerra mondiale: quel giorno l'Arkansas era alla fonda a Hampton Roads. Il comandante ricevette ordine di annullare la prevista crociera riservista; quindi caricò a bordo ormeggi per idrovolanti e altro materiale aeronautico dalla stazione aerea a Norfolk (dipendente dalla marina) e scaricò il tutto alla baia di Narragansett. Sostò quindi a Newport dove caricò materiale d'artiglieria per cacciatorpediniere, che recò a Hampton Roads. L'11 gennaio 1940 l'Arkansas, accompagnata dalle corazzate USS Texas e USS New York, partì da Norfolk per la baia di Guantanamo, dove partecipò a esercitazioni di tiro e manovra, nonché alla terza simulazione di sbarco a Culebra a febbraio. Tornata a Norfolk, tra l'8 marzo e il 24 maggio fu messa in secca per riparazioni e pulizia della chiglia, nonché manutenzione dei vari apparati; rimase nella base navale della città sino al 30 maggio, quando salpò per Annapolis, sempre con la Texas e la New York. Ripartì con a bordo giovani aspiranti guardiamarina, conducendo una crociera d'addestramento a Panama e in Venezuela. Nei mesi seguenti, invece, completò tre crociere con gruppi di riservisti toccando il canale, la baia di Guantanamo e la baia di Chesapeake. Al principio dell'estate 1941, l'amministrazione Roosevelt, ideologicamente vicina al Regno Unito in lotta contro la Germania nazista, decise di sostituire le truppe britanniche che precauzionalmente avevano occupato l'Islanda nel marzo 1940. L'Arkansas, la New York e l'incrociatore leggero USS Brooklyn fornirono la scorta al convoglio, recante a bordo un distaccamento di marine; terminata senza difficoltà l'azione, la corazzata fece rotta sulla baia di Casco (Maine), dove ancora si trovava quando l'8 agosto 1941 vi fu firmata la Carta Atlantica. Il resto dell'anno trascorse tra periodiche esercitazioni al largo della costa orientale o nei Caraibi. Il 7 dicembre 1941, però, il quadro geopolitico della guerra cambiò radicalmente: dopo l'attacco di Pearl Harbor, gli Stati Uniti dichiararono guerra all'Impero giapponese e l'11 dicembre ricevettero analoga comunicazione dal Terzo Reich e dall'Italia fascista. Il 14 dicembre l'Arkansas salpò dalla baia di Casco per l'Hvalfjord in Islanda; toccò quindi la baia di Argentia al ritorno e infine si fermò il 24 gennaio 1942 a Boston.

#### 1942-1943

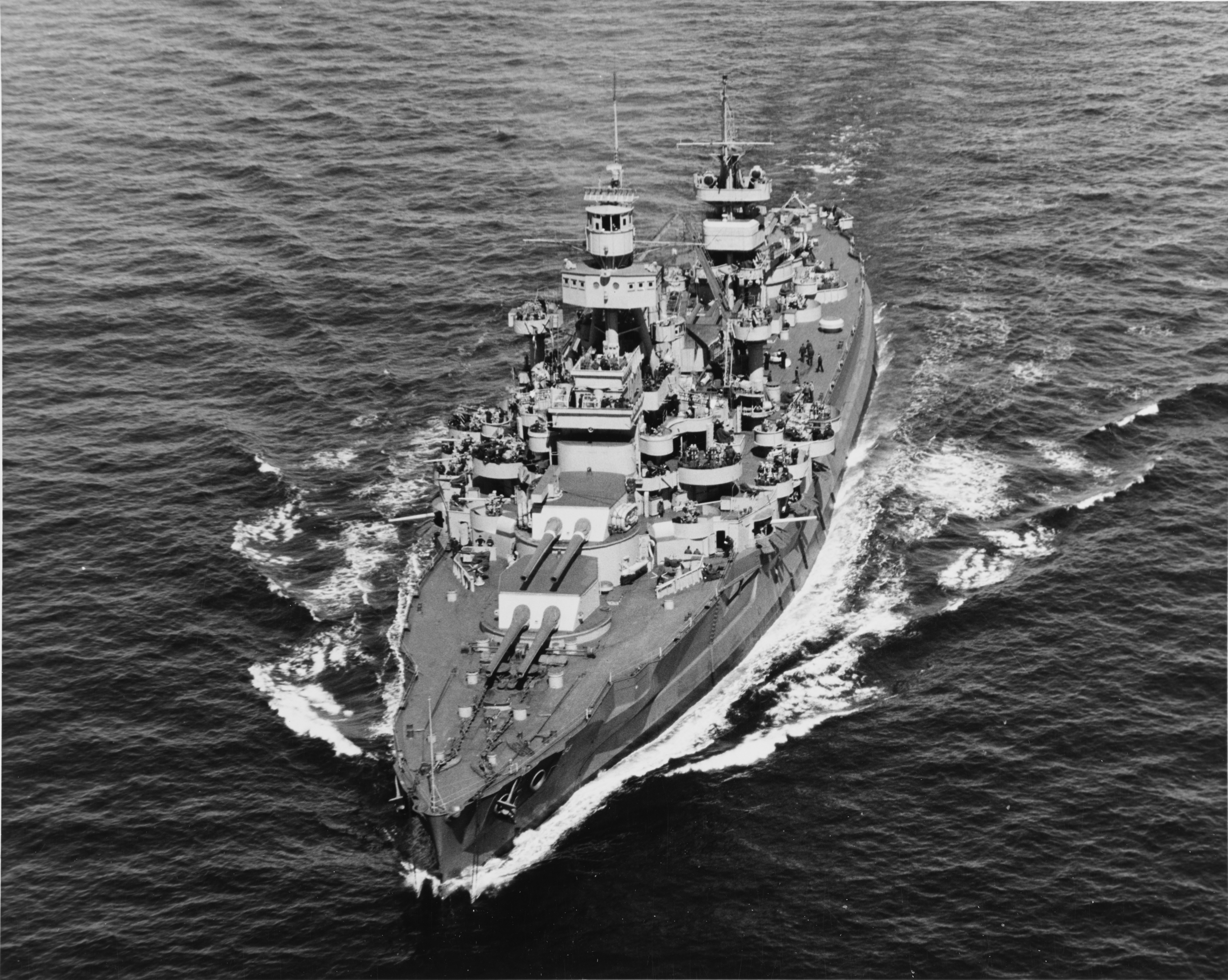
La corazzata come appariva dopo le modifiche del 1925-1926 e del 1942: entrambi gli alberi sono tripodi, si notano i pochi pezzi da 127 mm sulla fiancata di sinistra, la sovrastruttura di prua è largamente riprogettata e ospita i ballatoi per i cannoni Oerlikon e Bofors contraerei

Il capo di stato maggiore della marina decise subito dopo di assegnare l'Arkansas alla scorta dei convogli che solcavano l'Atlantico per portare aiuto alla Gran Bretagna assediata: la corazzata passò così il mese di febbraio in addestramento nella baia di Casco; quindi il 6 marzo giunse a Norfolk per un secondo ciclo di ricostruzione. L'albero a gabbia di prua fu sostituito con uno a tripode, infisso subito dietro le sovrastrutture di prua e il ponte di comando, che fu del pari ricostruito e razionalizzato. In cima ai due alberi tripodi furono installate nuove stazioni di controllo del tiro.
Dal 2 luglio di nuovo in mare, intraprese la terza crociera di collaudo e messa a punto finale nella baia di Chesapeake, quindi il 27 luglio si ormeggiò a New York. Il 6 agosto salpò con destinazione Greenock, fece sosta a Halifax in Nuova Scozia dove s'unì al convoglio cui era stata segnata e quindi affrontò l'Oceano Atlantico, percorso da forti perturbazioni: il convoglio giunse in porto senza problemi il 17 agosto e il 4 settembre l'Arkansas era tornata nelle acque di New York. Accompagnò quindi, tra la metà di settembre e inizio ottobre, un secondo gruppo di mercantili sempre diretto a Greenock, che si svolse senza incidenti; tornò in patria il 20 ottobre. Il 3 novembre fu mobilitata nel quadro della vasta operazione Torch, lo sbarco in Marocco e Algeria. La corazzata fu unita alla scorta imponente e fu presente il 9 novembre, quando l'invasione si svolse senza eccessive difficoltà. Rimase alcune settimane nel settore, prima di fare rotta sugli Stati Uniti e gettare le ancore l'11 dicembre a New York, dove fu sottoposta a revisione. Il 2 gennaio 1943, tornata operativa, eseguì una serie di esercitazioni di tiro nella baia di Chesapeake, quindi il 30 si fermò a New York per fare scorta di provviste, munizioni e carburante in vista di due altri missioni in Atlantico: tra febbraio e aprile, infatti, protesse due convogli sulla congiungente New York-Casablanca; quindi rimase per quasi tutto maggio in secca ai cantieri di New York. Il 26 maggio riprese servizio come nave d'addestramento per i nuovi equipaggi, con base a Norfolk. Quattro mesi più tardi fu assegnata al porto di New York con la vecchia mansione di scorta ai convogli. Il 20 ottobre salpò alla volta di Bangor, Irlanda del Nord, dove rimase per una parte di novembre, e fece ritorno a New York il 1º dicembre; dal 12 fu oggetto di diverse riparazioni. Trascorse il resto del 1943 e i primi del 1944 in porto.

#### 1944-1945
Dal 19 gennaio al 13 febbraio 1944, l'Arkansas scortò un convoglio diretto in Irlanda, tornò in patria e il 28 marzo 1944 partecipò a intensive prove di tiro nella baia di Chesapeake; l'11 aprile fece rotta per Boston allo scopo di ricevere alcune riparazioni. Una settimana più tardi, salpò con destinazione Bangor: qui giunta, trascorse un lungo periodo a esercitarsi per impratichirsi nel bombardamento costiero. La corazzata, infatti, era stata scelta per partecipare alla grande operazione Overlord.
Partita il 3 giugno, l'Arkansas (parte della Force "C", contrammiraglio Benjamin Bryant) si posizionò nelle prime ore del 6 giugno nella baia della Senna e aprì il fuoco con tutti i cannoni alle 05:52, fornendo appoggio alle truppe che assaltarono Omaha Beach. La nave rimase una settimana in prima linea e non fu mai colpita né dai rari attacchi aerei tedeschi, né dal fuoco delle batterie costiere; il 13 giugno si spostò dinanzi al comune di Grandcamp les Bains, nella penisola del Cotentin, e dal 25 giugno supportò l'assalto via terra al porto-fortezza di Cherbourg: gli artiglieri tedeschi misero diverse salve a cavallo o vicino allo scafo della corazzata, ma non riuscirono a centrarla. Il 26 giugno lasciò il teatro di operazioni e alle 22:20 gettò le ancore a Weymouth, per poi raggiungere Bangor il 30 giugno. Il 4 luglio salpò per entrare nel mar Mediterraneo, poiché assegnata all'operazione Dragoon, lo sbarco nella Francia meridionale; si fermò a Orano dal 10 al 18 luglio, raggiunse quindi Napoli il 21 dove si trattenne fino al 6 agosto, passando infine a Palermo. Il 14 tutte le unità navali si assemblarono in mare e al mattino del 15 ebbero inizio gli sbarchi, accompagnati dal pesante fuoco di copertura dell'Arkansas e di numerose altre navi da guerra. La corazzata rimase sino al 17 al largo della Provenza, quindi riprese la rotta per gli Stati Uniti. Il 14 settembre giunse a Boston, dove fino ai primi di novembre ricevette riparazioni e modifiche agli equipaggiamenti; il 10 novembre, completati i lavori, iniziò il viaggio per unirsi alla Flotta del Pacifico e partecipare alla guerra contro l'Impero giapponese. Il 22 novembre passò il canale di Panama e giunse a San Pedro, che funse da base provvisoria per la corazzata; il 29 essa salpò per prendere parte a una serie di esercitazioni al largo di San Diego, tornando a San Pedro il 10 dicembre.

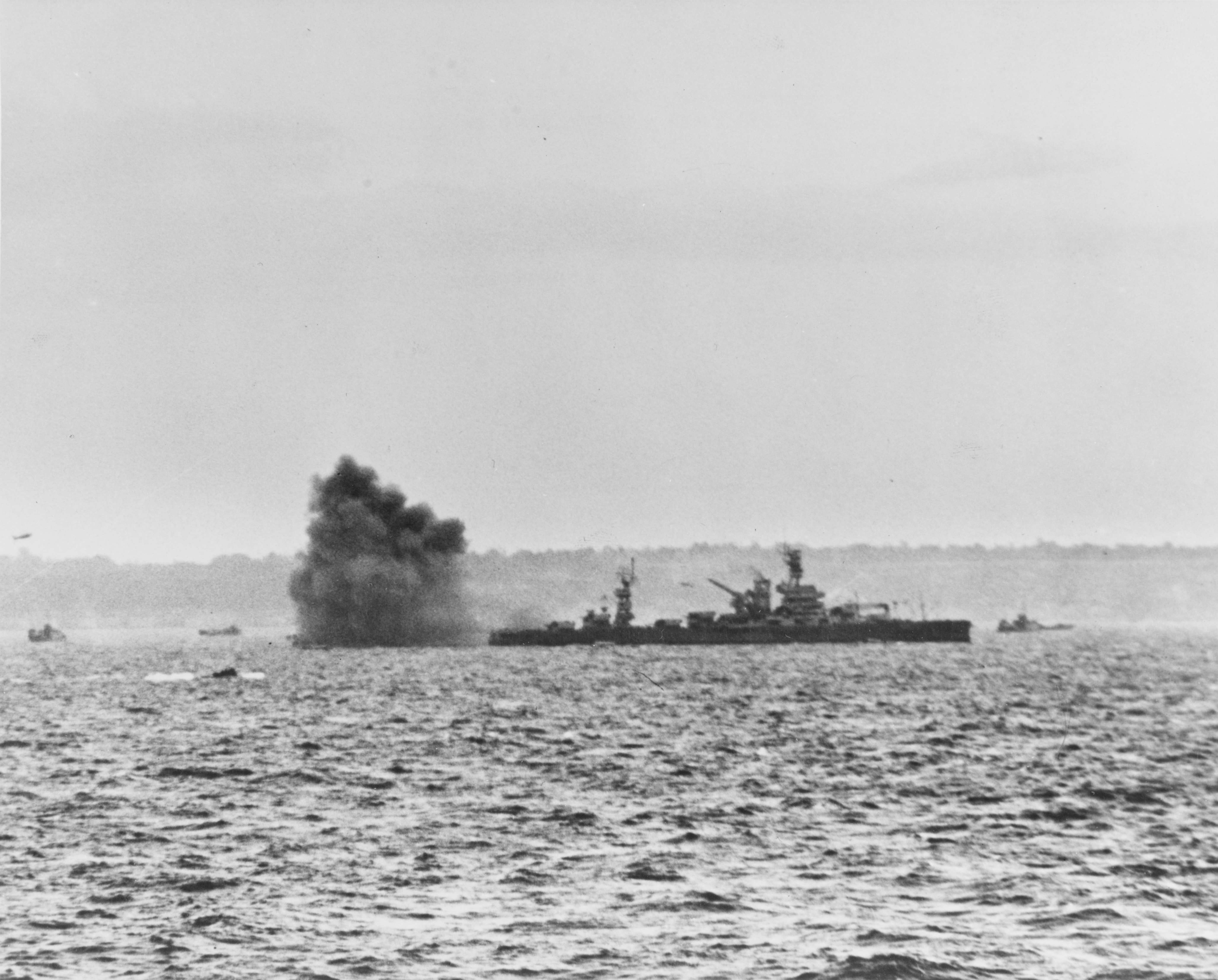
LArkansas spara una salva con le torri di poppa da 305 mm in risposta al tiro tedesco, nel corso dello sbarco in Normandia

Dopo tre ulteriori settimane d'addestramento, l'Arkansas partì alla volta di Pearl Harbor, dove arrivò il 20 gennaio 1945 e che lasciò già il 21 per arrivare a Ulithi, grande atollo delle isole Caroline e tra le maggiori basi della Quinta Flotta/Terza Flotta. Da qui continuò verso ovest e giunse nelle isole Marianne meridionali, precisamente a Tinian, il 12 febbraio: per i due giorni successivi, si esercitò nel bombardamento costiero. Alle 06:00 del 16 febbraio l'Arkansas (aggregata alla Task force 54 del contrammiraglio Bertram Rodgers), presa posizione a ovest della munita isola di Iwo Jima, aprì il fuoco con tutte le batterie di bordo e rimase in zona d'operazioni, fornendo spesso il proprio appoggio alle tre divisioni marine sbarcate il 19 febbraio e invischiate in una feroce battaglia. Il 7 marzo la nave fece rotta a sud e il 10 era a Ulithi per rifornirsi di munizioni, provviste, carburante in vista di una seconda, grande operazione anfibia contro l'isola di Okinawa. Salpata il 21 marzo, giunse dinanzi alle coste giapponesi il 25 marzo e dette inizio a un nutrito cannoneggiamento delle postazioni nemiche; quindi, a seguito degli sbarchi avvenuti il 1º aprile, supportò l'avanzata delle truppe statunitensi e sfuggì a diversi attacchi kamikaze. Il 10 maggio la corazzata si ritirò dalle acque di Okinawa e il 14 giunse a Guam, dove rimase circa un mese per lo più in secca nel locale cantiere di Apra Harbor. Il 12 giugno riprese il mare e il 16 si ancorò nel golfo di Leyte.
La corazzata era stata assegnata, il 6 luglio, alla Task force 95 del viceammiraglio Jesse Oldendorf, formazione che doveva operare nel Mar Cinese Orientale e riunente molto naviglio pesante (oltre all'Arkansas, anche le navi da battaglia Texas, USS Nevada, USS Pennsylvania, USS Tennessee, USS California). La Task force 95 riuscì a concludere una sola missione, cui peraltro l'Arkansas non partecipò. Si trovava nelle Filippine il 15 agosto, quando fu resa nota la resa del Giappone e la fine della seconda guerra mondiale.

### L'affondamento nel testBaker
Il 20 agosto l'Arkansas lasciò Leyte, giunse a Okinawa il 23 agosto dove rimase circa un mese e imbarcò approssimativamente 800 soldati veterani, smobilitati e da riportare in patria nel quadro della gigantesca operazione Magic Carpet: il viaggio durò dal 23 settembre al 15 ottobre, giorno in cui s'ormeggiò a Seattle: completò altre tre crociere di tal genere prima della fine dell'anno.
Dall'inizio del 1946, la nave rimase in porto a San Francisco. Il dopoguerra portò con sé una serie di problemi per la marina statunitense, non ultimo l'elevato numero di unità obsolete che non aveva più senso tenere in efficienza, visti l'entrata in servizio di nuove classi e i progressi tecnologici. Perciò la vecchia Arkansas fu tra le navi selezionate per fungere da bersaglio nel corso dell'operazione Crossroads, un test atomico articolato in tre esplosioni distinte. La corazzata fu preparata all'arsenale di Terminal Island, salpò verso la fine dell'aprile 1946 e giunse a Pearl Harbor l'8 maggio; ripartì il 20 maggio con destinazione finale l'atollo di Bikini, luogo designato dell'esperimento, dove giunse il 29 maggio: fu ancorata a fianco della Nevada, anch'essa ridotta a bersaglio per la prima fase dell'operazione (Able). La corazzata sopravvisse con danni moderati alla prima detonazione, avvenuta in aria. Per la fase Baker del test, fu situata a circa 150 metri dall'LSM-60, sotto la cui chiglia era stato appeso un secondo ordigno: era l'unità più vicina alla bomba. Il 25 luglio l'esplosione subacquea le inflisse danni gravissimi e affondò molto rapidamente. Il 29 luglio fu ufficialmente ritirata dal servizio attivo e il 15 agosto 1946 fu radiata d'ufficio dalla lista della marina.
La nave da battaglia Arkansas fu decorata con quattro Battle Star per il servizio reso nella seconda guerra mondiale.